# Герман Меллер
Германн Меллер (дан. Hermann Möller, * 13 січня 1850, Єрпстед, Данія — † 5 жовтня 1923, Копенгаген) — данський мовознавець, відомий працями з порівняльно-історичного мовознавства. Головна теза Меллера — індоєвропейські та семітські мови є генетично спорідненими.

## Науковий доробок
Спершу теорія Меллера не мала багато прихильників й досі рідко згадується в літературі. Проте у свій час її підтримали такі видатні мовознавці, як Гольгер Педерсен та Луї Єльмслев.
Теорію Меллера розробляв у Франції Альбер Кюні (1924, 1943, 1946), а в наш час послідовником Меллера є американський мовознавець Саул Левін (1971, 1995, 2002). Саме завдяки Меллеру Гольгер Педерсен включив у свою ностратичну мовну надродину хаміто-семітські мови. Ідеї Меллера були підтримані В. Ілліч-Світичем та Аленом Бомгардом (Allan R. Bomhard).
Головна праця Меллера — «Порівняльний індоєвропейсько-семітський словник» (Vergleichende indogermanisch-semitische Wörterbuch), опублікований в 1911 році. У праці «Семітсько-доіндоєвропейські ларингальні приголосні» (Die semitisch-vorindogermanischen laryngalen Konsonanten, 1917) запропонував свій варіант ларингальної теорії.

## Вибрані праці
- Möller, Hermann. 1906. Semitisch und Indogermanisch. Teil l. Konsonanten. Kopenhagen: H. Hagerup, 1906. (перевидання: 1978. Hildesheim — New York: Georg Olms. ISBN 3487066696.)
- Möller, Hermann. 1911. Vergleichendes indogermanisch-semitisches Wörterbuch. Kopenhagen. (передрук: 1970, перевидання: 1997. Göttingen: Vandenhoeck and Ruprecht. ISBN 3525261152.)
- Möller, Hermann. 1917. Die semitisch-vorindogermanischen laryngalen Konsonanten. København: Andr. Fred. Høst.